# Credit One Charleston Open 2024
Credit One Charleston Open 2024 byl tenisový turnaj ženského profesionálního okruhu WTA Tour, hraný v areálu Family Circle Tennis Center. Padesátý první ročník Charleston Open probíhal mezi 1. a 7. dubnem 2024 v jihokarolínském Charlestonu. Jednalo se o největší výlučně ženskou událost v Severní Americe a jedinou na okruhu, která se konala na zelené antuce.
Turnaj dotovaný 922 573 dolary patřil do kategorie WTA 500. Nejvýše nasazenou singlistkou se opět stala světová pětka Jessica Pegulaová ze Spojených států amerických, kterou v semifinále vyřadila Kasatkinová. Jako poslední přímá účastnice do dvouhry nastoupila španělská 73. hráčka žebříčku Paula Badosová. Titulárním partnerem se potřetí stal bankovní dům Credit One Bank sídlící v Las Vegas. V důsledku invaze Ruska na Ukrajinu na konci února 2022 řídící organizace tenisu ATP, WTA a ITF s grandslamy rozhodly, že ruští a běloruští tenisté mohli dále na okruzích startovat, ale do odvolání nikoli pod vlajkami Ruska a Běloruska.
Čtvrtý singlový titul na okruhu WTA Tour, a druhý v kategorii WTA 500, vybojovala Američanka Danielle Collinsová. Navázala tak na trofej z Miami Open hraného v předcházejícím týdnu. Z Charlestonu odjížděla jako čtvrtá nenasazená šampionka, již se šňůrou třinácti výher. Po skončení se poprvé od ledna 2023 vrátila do první světové dvacítky, na 15. příčku. Čtyřhru vyhrály Američanky Ashlyn Kruegerová se Sloane Stephensovou, které čtvrtou společnou účast na túře WTA proměnily v první deblové trofeje.
Tenistky turnaj zvolily, stejně jako v předchozích dvou letech, nejlepší událostí sezóny v kategorii WTA 500.

## Rozdělení bodů a finančních odměn

### Rozdělení bodů
| Soutěž  | Soutěž | vítězky | finalistky | semifinalistky | čtvrtfinalistky | 16 v kole | 32 v kole | 48 v kole | Q  | Q2 | Q1 |
| ------- | ------ | ------- | ---------- | -------------- | --------------- | --------- | --------- | --------- | -- | -- | -- |
| dvouhra | [ 4 ]  | 500     | 325        | 195            | 108             | 60        | 32        | 1         | 25 | 13 | 1  |
| čtyřhra | [ 10 ] | 500     | 325        | 195            | 108             | 1         | —         | —         | —  | —  | —  |

### Finanční odměny
| Soutěž                                | Soutěž       | vítězky   | finalistky | semifinalistky | čtvrtfinalistky | 16 v kole | 32 v kole | 48 v kole | Q2      | Q1      |
| ------------------------------------- | ------------ | --------- | ---------- | -------------- | --------------- | --------- | --------- | --------- | ------- | ------- |
| dvouhra                               | [ 4 ] [ 11 ] | 142 000 $ | 87 665 $   | 44 286 $       | 22 146 $        | 11 190 $  | 6 940 $   | 5 540 $   | 3 536 $ | 1 768 $ |
| čtyřhra                               | [ 10 ]       | 47 390 $  | 28 720 $   | 16 430 $       | 8 510 $         | 5 140 $   | —         | —         | —       | —       |
| částky ve čtyřhře jsou uváděny na pár |              |           |            |                |                 |           |           |           |         |         |

## Ženská dvouhra

### Nasazení
| Stát                           | Hráčka                   | WTA | Nasazení |
| ------------------------------ | ------------------------ | --- | -------- |
| USA                            | Jessica Pegulaová        | 5.  | 1.       |
| Tunisko                        | Ons Džabúrová            | 6.  | 2.       |
| Řecko                          | Maria Sakkariová         | 9.  | 3.       |
|                                | Darja Kasatkinová        | 11. | 4.       |
| Brazílie                       | Beatriz Haddad Maiová    | 13. | 5.       |
|                                | Jekatěrina Alexandrovová | 16. | 6.       |
| Ukrajina                       | Elina Svitolinová        | 17. | 7.       |
| USA                            | Madison Keysová          | 18. | 8.       |
|                                | Veronika Kuděrmetovová   | 19. | 9.       |
| USA                            | Emma Navarrová           | 20. | 10.      |
| Belgie                         | Elise Mertensová         | 28. | 11.      |
|                                | Viktoria Azarenková      | 32. | 12.      |
| Ukrajina                       | Dajana Jastremská        | 33. | 13.      |
| Kanada                         | Leylah Fernandezová      | 35. | 14.      |
| Ukrajina                       | Anhelina Kalininová      | 36. | 15.      |
| Ukrajina                       | Lesja Curenková          | 40. | 16.      |
| Žebříček WTA k 18. březnu 2024 |                          |     |          |

### Jiné formy účasti
Následující hráčky obdržely divokou kartu do hlavní soutěže:
- Beatriz Haddad Maiová
- Clervie Ngounoueová
- Shelby Rogersová
- Caroline Wozniacká

Následující hráčka nastoupila pod žebříčkovou ochranou: 
- Amanda Anisimovová

Následující hráčky postoupily z kvalifikace:
- Varvara Gračovová
- Gabriela Leeová
- Claire Liuová
- Darja Savilleová
- Sachia Vickeryová
- Katie Volynetsová

Následující hráčky postoupily z kvalifikace jako šťastné poražené:
- McCartney Kesslerová
- Astra Sharmaová

### Odhlášení
před zahájením turnaje
- Viktorija Golubicová → nahradila ji  Jaqueline Cristianová
- Marta Kosťuková → nahradila ji  Viktorija Tomovová
- Anna Kalinská → nahradila ji  McCartney Kesslerová
- Barbora Krejčíková → nahradila ji  Kayla Dayová
- Jeļena Ostapenková → nahradila ji  Alizé Cornetová
- Diane Parryová → nahradila ji  Taylor Townsendová
- Julia Putincevová → nahradila ji  Astra Sharmaová
- Wang Ja-fan → nahradila ji  Tamara Korpatschová
- Jüan Jüe → nahradila ji  Julia Putincevová

## Ženská čtyřhra

### Nasazení
| Stát                                                                       | Hráčka                      | Stát      | Hráčka              | WTA | Nasazení |
| -------------------------------------------------------------------------- | --------------------------- | --------- | ------------------- | --- | -------- |
| USA                                                                        | Nicole Melichar-Martinezová | Austrálie | Ellen Perezová      | 15. | 1.       |
| USA                                                                        | Caroline Dolehideová        | USA       | Desirae Krawczyková | 42. | 2.       |
| Japonsko                                                                   | Miju Katová                 | Indonésie | Aldila Sutjiadiová  | 63. | 3.       |
| Kazachstán                                                                 | Anna Danilinová             | Mexiko    | Giuliana Olmosová   | 69. | 4.       |
| Žebříček WTA k 18. březnu 2024; číslo je součtem umístění obou členek páru |                             |           |                     |     |          |

### Jiné formy účasti
Následující páry obdržely divokou kartu do hlavní soutěže:
- McCartney Kesslerová /  Clervie Ngounoueová
- Ashlyn Kruegerová  /  Sloane Stephensová

## Přehled finále

### Ženská dvouhra
- Danielle Collinsová vs.   Darja Kasatkinová, 6–2, 6–1

### Ženská čtyřhra
- Ashlyn Kruegerová /  Sloane Stephensová vs.  Ljudmyla Kičenoková /  Nadija Kičenoková, 1–6, 6–3, [10–7]